# Johann Friedrich Meister
Johann Friedrich Meister (* vor 1638 in Peine, oder getauft am 12. Februar 1655 in Ebstorf; † 28. Oktober 1697 in Flensburg) war ein deutscher Komponist und Organist des Barock.

## Leben und Werk
Das erste mögliche Geburtsdatum „vor 1638“, welches häufig als sein Geburtsdatum angegeben wurde, kann in keiner Quelle verifiziert werden. Nachforschungen lassen vermuten, dass Meister aus der Gegend um Hannover stammte. Der einzige Hinweis in einem Taufregister der Gegend verzeichnet die Taufe eines Johann Meister, Sohn des Superintendenten Adrianus Meister, am 12. Februar 1655 in Ebstorf.
Erste gesicherte Informationen über den Musiker Johann Friedrich Meister finden sich, als dieser von dem Hannoveraner Kapellmeister Nicolaus Adam Strungk am 20. Januar 1677 als Musikdirektor der Hofkapelle des Herzogs Ferdinand Albrecht I. von Braunschweig-Lüneburg im Schloss Bevern rekrutiert wurde.
Längere Auseinandersetzungen zwischen dem Herzog und seinen Musikern, vor allem über die schlechte Bezahlung, gipfelten in Meisters Inhaftierung am Anfang Oktober 1678. Mit der Hilfe von Freunden gelang es ihm, trotz Verfolgung zu entkommen. Danach fand er eine Anstellung beim Bischof August Friedrich von Lübeck in Eutin. Am 18. April 1683 wurde Meister Nachfolger von Caspar Ferkelrath (1654–1683) als Organist an der Marienkirche Flensburg. Zu seinen Aufgaben gehörte die Zusammensetzung der geistlichen Vokalmusik sowie das Orgelspiel. Er war befreundet mit der herzoglichen Familie im nahe gelegenen Schloss Glücksburg, seine Instrumentalmusik wurde wahrscheinlich für den Bedarf im Schloss komponiert. Mitglieder der herzoglichen Familie wurden Paten zweier Kinder Meisters.
Viele der Kantaten Meisters sind in Versform gehalten, die auf biblische Prosatexte zurückgreifen. Seine Solo-Kantate „Ach, Herr, straf mich Nicht“ ist bemerkenswert für ihre expressiven musikalischen Figuren, welche die Bedeutung des Textes unterstreichen. An Instrumentalmusik wurde die 1695 in Hamburg veröffentlichte Sammlung „Il Giardino del piacere“ bestehend aus 12 Triosonaten in Suitenform, mit jeweils zwischen drei und sieben Sätzen überliefert.

## Diskografie
- Musica Antiqua Köln, Reinhard Goebel: Il giardino del piacere (Sonaten 2, 4, 5, 6, 10, 11). Berlin Classics, 2011.
- Ensemble Diderot, Johannes Pramsohler: Il giardino del piacere (Sonaten 3, 7, 8, 9, 1, 12). Audax Records, 2016.